# Paul Seguin (voetballer)
Paul Seguin (Maagdenburg, 29 maart 1995) is een Duits voetballer die bij voorkeur als defensieve middenvelder speelt. Hij stroomde in 2016 door vanuit de jeugd van VfL Wolfsburg.

## Clubcarrière
Seguin werd geboren in Maagdenburg en verruilde op twaalfjarige leeftijd FC Lok Stendal voor VfL Wolfsburg. Op 24 augustus 2014 debuteerde hij voor het tweede elftal in de Regionalliga Nord. Op 4 maart 2015 debuteerde de middenvelder voor het eerste elftal in de DFB-Pokal tegen VfR Neumünster. Hij viel in de laatste minuut van de wedstrijd in voor Kevin De Bruyne. Op 23 april 2016 debuteerde hij in de Bundesliga tegen FC Augsburg. Zijn eerste basisplaats volgde op 7 mei 2016 tegen Hamburger SV. In zijn eerste seizoen kwam Seguin tot een totaal van vier competitieduels.